# Cricket
Cricket (cũng gọi: bóng gậy, bản cầu, mộc cầu, tường cầu) là một môn thể thao dùng gậy đánh bóng không va chạm, phổ biến tại nhiều quốc gia trong cộng đồng Thịnh vượng chung Anh, chơi giữa hai đội, mỗi đội 11 đấu thủ, trên sân cỏ hình tròn. Mục đích của trận đấu là hai đội thay phiên nhau, một đội ném bóng và đội kia đánh bóng. Sau khi tất cả các đấu thủ của đội đánh bóng bị loại, đội này sẽ đổi sang ném bóng, và đội bên kia sẽ vào sân đánh bóng.
Khi bắt đầu vào trận, hai cầu thủ đánh bóng đứng ở hai đầu sân pitch. Mỗi đầu đều có wicket gồm ba trụ môn cắm vào đất, có hai thỏi gỗ bail nằm trên. Cầu thủ ném bóng đối phương gọi là bowler cùng đồng đội đứng quanh là fielder. Cầu thủ ném bóng cố ném từ đầu sân pitch sang đầu bên kia, mục đích là cho bóng dội lên từ mặt đất và làm đổ ba cọc wicket đầu bên kia. Cầu thủ đánh bóng phải ráng đánh bật bóng ra, bảo vệ wicket phía bên mình. Trong khi bóng bị đánh xa, hai cầu thủ cầm gậy phải chạy qua lại giữa hai đầu sân pitch. Mỗi đợt chạy tính là một run. Những cầu thủ đội ném phải bắt được bóng trả về sân pitch. Hai cầu thủ đánh bóng tiếp tục đánh và chạy lấy điểm run cho tới khi một trong hai bị loại.
Các hình thức thi đấu cricket có thể kéo dài từ 3 giờ như Twenty20 với mỗi đội đánh bóng trong một lượt duy nhất 20 over, cho đến 5 ngày với trận test truyền thống. Trang phục cricket truyền thống là toàn màu trắng, nhưng trong các trận giới hạn over, các cầu thủ mang sắc áo câu lạc  bộ.

## Luật chơi
Luật chơi môn cricket được Câu lạc bộ Cricket Marylebone (Marylebone Cricket Club - MCC) đặt ra và điều chỉnh. Thêm vào đó, Hội đồng Cricket quốc tế (International Cricket Council - ICC) cũng phát triển các tiêu chuẩn cho trận đấu test quốc tế kéo dài một ngày.
Bộ luật bao gồm lời tựa, phần mở đầu, 42 quy tắc và bốn phụ lục. Lời tựa mô tả lịch sử ngắn gọn về luật chơi và MCC. Phần mở đầu mới được đưa vào gần đây, bao gồm các tiêu chuẩn đạo đức trong môn cricket. Bộ luật chơi đầu tiên của MCC ra đời ngày 30 tháng 5 năm 1788, từ đó đã được thay đổi luật mới vào các năm 1835, 1947, 1980, 2000, 2017. Giữa các bộ luật thay đổi có những phiên bản điều chỉnh nhỏ khác. Phiên bản mới nhất là ấn bản thứ hai của bộ luật 2017 áp dụng từ ngày 1 tháng 4 năm 2019.

### Cầu thủ và Trọng tài

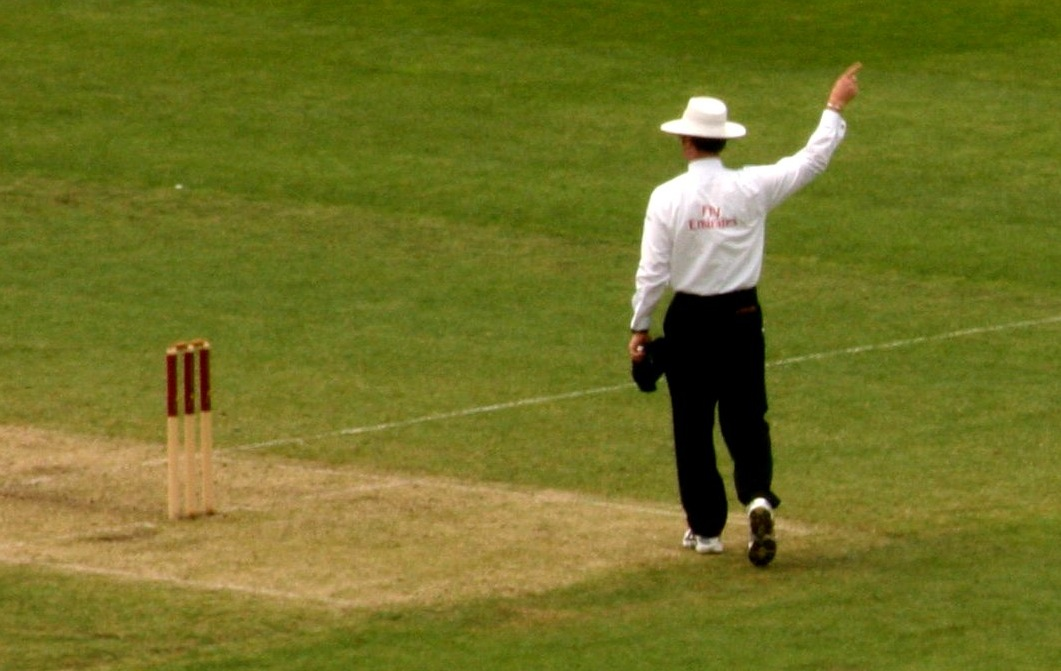
Trọng tài trận đấu

Ba luật đầu tiên nói về những thành phần tham gia trận cricket: cầu thủ (player), trọng tài (umpire) và người tính điểm (scorer).
Luật 1: Cầu thủ. Một đội cricket có 11 cầu thủ, bao gồm cả đội trưởng. Hai đội có thể thỏa thuận về số người chơi ít hoặc nhiều hơn, nhưng không được quá 11 cầu thủ trên sân cho mỗi bên.
Luật 2: Trọng tài. Mỗi trận đấu chỉ định hai trọng tài có nhiệm vụ giám sát việc tuân thủ luật chơi, đưa ra quyết định cần thiết cũng như thông báo tới người tính điểm. Luật không yêu cầu trọng tài thứ ba nhưng trong các trận đỉnh cao có trọng tài phụ ở ngoài sân để trợ giúp trọng tài chính tùy thuộc vào trận đấu hoặc giải đấu.
Luật 3: Người tính điểm. Có hai người tính điểm trong trận đấu, tuân theo tín hiệu thông báo từ trọng tài và ghi chép lại điểm trong quá trình diễn ra trận đấu.

### Sân và công cụ thi đấu
Nhóm luật tiếp theo mô tả yêu cầu cơ bản về trang thiết bị và sân bãi thi đấu.

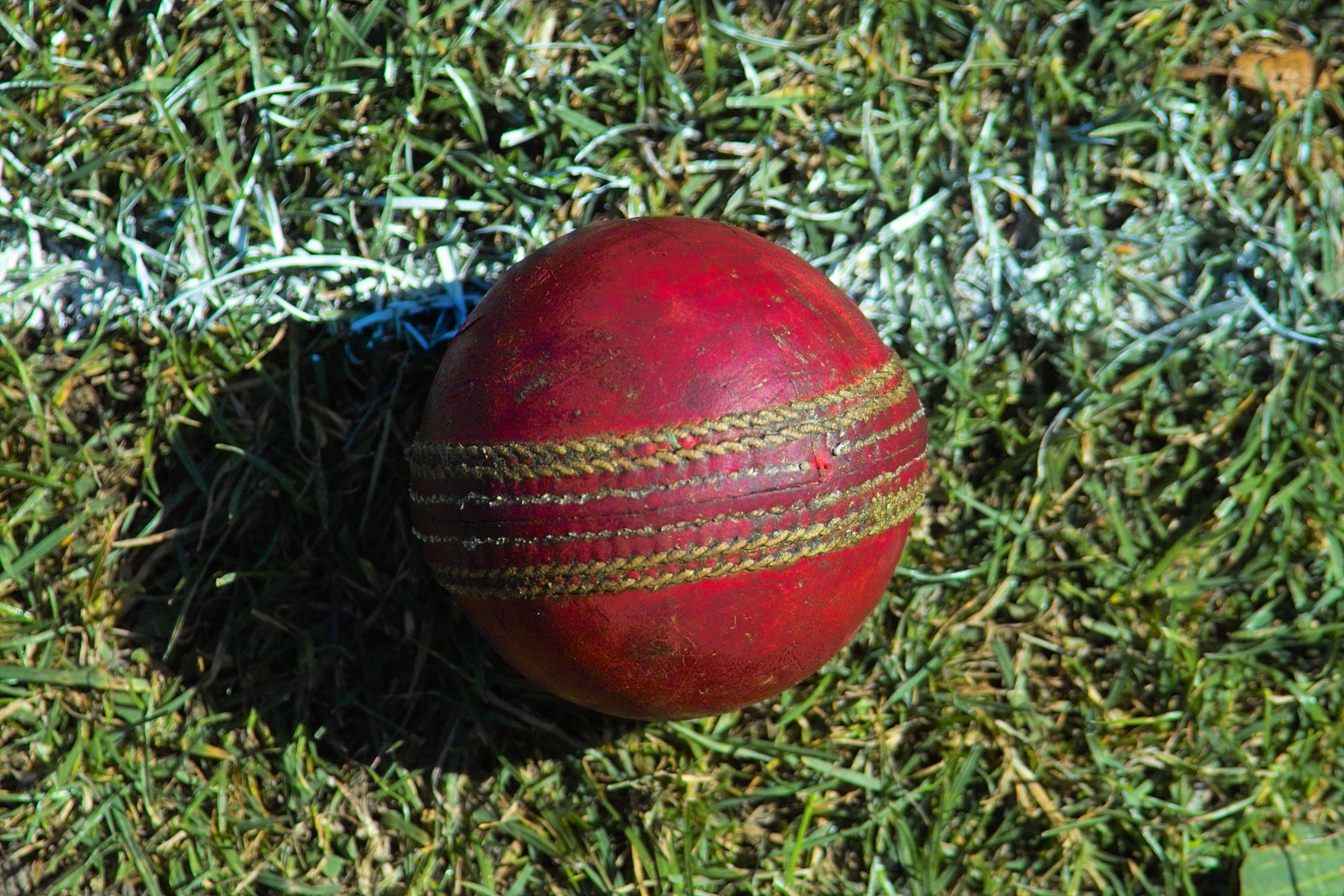
Trái bóng màu đỏ dùng cho các trận test

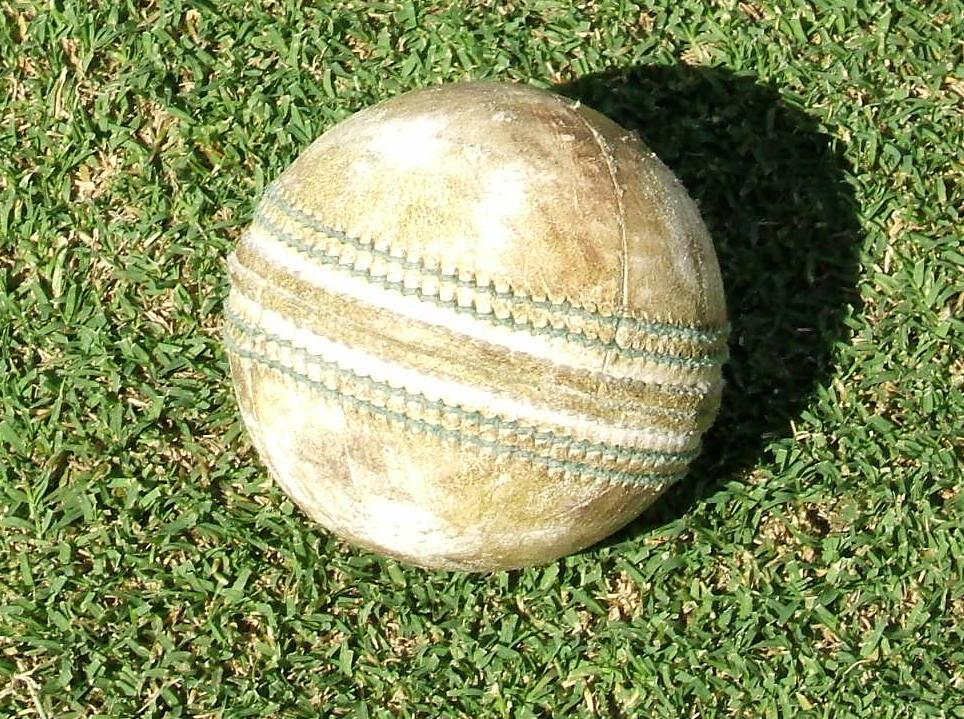
Trái bóng màu trắng dùng trong các trận giới hạn số over

Luật 4: Bóng (ball). Trái bóng cricket được làm từ gỗ xốp và bọc da. Chu vi trái bóng quy định 8,81 đến 9 inch hoặc 22,4 đến 22,9 cm. Khối lượng nặng ít nhất 5,5 và không quá 5,75 ounce tức là từ 155,9 đến 163 gam. Một trái bóng được dùng trong một lượt chơi (inning). Ngoại lệ là khi bóng bay mất hoặc không đảm bảo kỹ thuật thì được thay thế. Ngoài ra, đội bắt bóng có thể yêu cầu đổi bóng sau số lần over nhất định (80 trong các trận test và 34 trong các trận quốc tế kéo dài một ngày).
Luật 5: Gậy (bat). Gậy không được dài quá 38 inch (97 cm) và rộng 4,25 inch (10,8 cm). Phần phiến gậy (blade) phải làm bằng gỗ.

Kích thước sân pitch

Luật 6: Sân (pitch). Sân cỏ hình chữ nhật dài 22 thước Anh (khoảng 20 mét) và rộng 10 bộ Anh (khoảng 3 mét) với cỏ được xén rất ngắn. Trước trận đấu sân bãi được chăm sóc chuẩn bị đặc biệt, còn trong trận đấu chỉ có trọng tài giám sát điều kiện sân bãi. Trọng tài quyết định xem sân có phù hợp để thi đấu hay không. Nếu thấy không phù hợp, sau khi cả hai đội trưởng chấp thuận, trọng tài có thể chọn một sân khác.

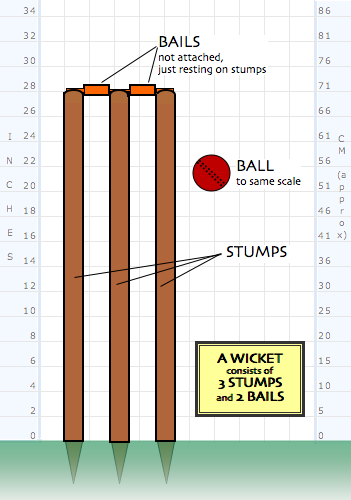
Wicket - 3 cọc trụ môn stumps và 2 thanh ngang bail

Luật 7: Crease. Đường crease giới hạn bằng đường kẻ trắng trên sân. Bowling crease dài 8 feet 8 inch (2,64 mét) đánh dấu phía đầu sân. Popping crease ở phía trước và song song với bowling crease ở khoảng cách 4 feet (1,2 mét). Popping crease dài tối thiểu 6 feet (1,83 mét) nhưng không giới hạn tối đa, luôn dài hơn bowling crease. Return crease vuông góc với bowling crease và popping crease, được kẻ tối thiểu 8 feet (2,44 mét) từ popping crease không giới hạn độ dài, đại diện cho hành lang di chuyển của cầu thủ ném bóng bowler.
Luật 8: Wicket. Wicket gồm ba cọc trụ môn stump cao 28 inch (71 cm). Các cọc cắm ở giữa bowling crease với độ rộng 9 inch (22,86 cm). Trên các cọc có hai thanh bằng gỗ rời gọi là bail. Trong một số trường hợp, như khi có gió, trọng tài có thể quyết định bỏ thanh ngang đi.
Luật 9: Chuẩn bị và bảo trì khu vực thi đấu. Khi giao bóng, bóng hầu như luôn luôn nẩy bật trên mặt sân nên hướng nảy bóng do điều kiện lớp cỏ trên sân. Do đó, các quy trình lăn, cắt cỏ và các quy trình chuẩn bị và bảo dưỡng sân cỏ khác phải được tuân theo yêu cầu nhất định.
Luật 10: Che phủ sân pitch. Các tấm che đặc biệt đặt lên sân để tránh bị mưa hoặc sương làm hư hại. Cách thức che phủ phải được hai đội trưởng đồng ý trước. Việc che phủ mặt sân có ảnh hưởng đáng kể trực tiếp đến độ nảy của bóng trên mặt sân. Khu vực phía trước sân pitch là nơi cầu thủ ném bóng chạy phải được giữ khô ráo để tránh chấn thương, nên nếu cần cũng có thể được che phủ.

### Cấu trúc trận đấu
Các luật tiếp theo xác định yêu cầu đối với diễn biến trận đấu.
Luật 11: Khoảng nghỉ (interval). Trong trận đấu quy định một số khoảng nghỉ với độ dài khác nhau. Các trận đấu dài ngày thì có khoảng nghỉ khi một ngày kết thúc cho đến khi tiếp tục thi đấu vào ngày hôm sau. Giữa các lượt có nghỉ 10 phút. Có nghỉ ăn trưa, giờ nghỉ trà và uống nước. Lịch trình khoảng nghỉ phải được thống nhất trước trận đấu. Trong một số tình huống, khoảng nghỉ được phép thay đổi thời gian thi đấu.
Luật 12: Bắt đầu và dừng chơi. Tín hiệu để tiếp tục trận đấu sau giờ nghỉ là khi trọng tài hô Play (chơi). Trận đấu dừng lại khi trọng tài ra lệnh Time (đến giờ). Giờ chơi cuối phải có tối thiểu 20 over. Nếu ít hơn, trọng tài sẽ kéo dài thời gian thi đấu để đáp ứng cho đủ.
Luật 13: Lượt (inning). Trước khi vào trận, hai đội thống nhất về số lượt cũng như giới hạn về thời gian mỗi lượt hay số over mỗi lượt. Trong thực tế, mỗi giải đấu sẽ quy định cụ thể về vấn đề này. Nếu không có yêu cầu nào phát sinh, các đội sẽ lần lượt đánh bóng. Một lượt chơi được coi là hoàn thành khi tất cả các tay đánh bóng (batsman) phía đội đánh bóng bị loại, đội trưởng tuyên bố kết thúc hoặc hủy lượt, hay khi lượt hết giờ hoặc hết số over. Trước trận đấu, hai bên bốc thăm, đội trưởng thắng thăm sẽ chọn giao hay đánh bóng trước.
Luật 14: Lượt tiếp (follow-on). Luật này áp dụng cho các trận đấu hai lượt. Với trận 5 ngày, nếu đội đánh bóng trước và dẫn từ 200 run (lần chạy) được phép buộc đối phương đánh bóng ngay sau lượt đầu tiên. Như vậy, cấu trúc lượt đánh bóng bình thường là 1-2-1-2 thì nếu sử dụng lượt tiếp sẽ là 1-2-2-1. Tương tự, với trận đấu 3 hoặc 4 ngày, số run cần thiết để yêu cầu lượt tiếp là 150; với 2 ngày là 100 run, với 1 ngày là 75 run.
Luật 15: Tuyên bố và từ chối (Declaration and Forfeiture). Áp dụng cho các trận đấu hai lượt. Nếu bóng chết (dead ball), đội trưởng bên đánh bóng có thể tuyên bố một lượt chơi đã hoàn thành (declaration) nếu tin rằng đội mình đã đủ điểm để chiến thắng. Đội trưởng cũng có quyền từ chối (forfeiture) lượt chơi trước khi bắt đầu, những lượt này sẽ được ghi nhận là hoàn thành.
Luật 26: Tập luyện trên sân (Practice on the field). Các cầu thủ không được sử dụng sân pitch để tập luyện vào những ngày diễn ra trận đấu, chỉ được dùng sân ngoài (outfield) vào các khoảng nghỉ. Cầu thủ vi phạm luật này có thể bị loại khỏi cuộc chơi theo điều luật 41. Được phép chạy thử (Trial run-up) trước khi giao bóng trừ khi trọng tài có ý kiến điều này làm lãng phí thời gian thi đấu (Time  wasting  by  the  fielding  side).

### Điểm và kết quả
Một nhóm luật khác dùng để tính điểm và tiêu chí xác định bên chiến thắng. Điểm mỗi đội thường được trình bày dưới dạng m/n, trong đó m là số run ghi được và n là số lần wicket bị đổ (cũng có thể ghi n/m hoặc m-n). Ví dụ: nếu một đội ghi được 100 run và bị mất 1 wicket, điểm hiển thị là 100/1 (1/100 hoặc 100-1) Lưu ý đội có nhiều run hơn sẽ chiến thắng. Số wicket bị mất không tính khi xét thắng thua.

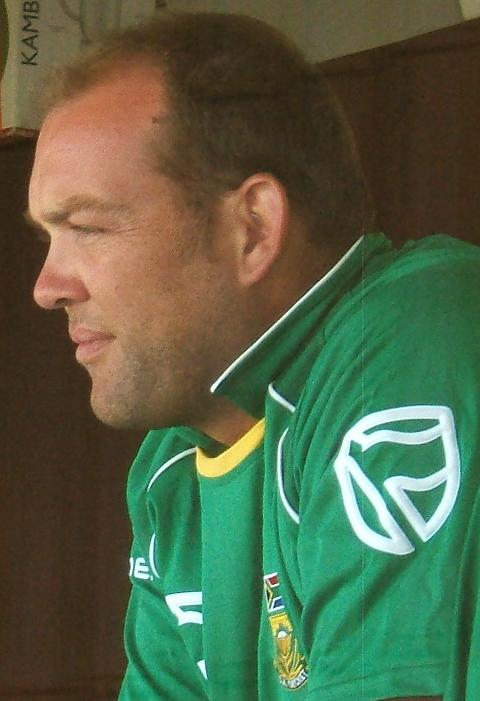
Jacques Kallis ghi được tổng cộng 11.000 run đánh đổ 250 trụ môn trong cả test cricket và cricket một ngày

Luật 18: Tính điểm run (Scoring runs). Một run được tính khi cầu thủ đánh bóng chạy thành công từ đầu này sang đầu kia của sân pitch. Như vậy nếu cả hai cầu thủ đánh bóng đều thành công thì sẽ ghi được hai điểm. Run được coi là hoàn thành nếu cầu thủ đánh bóng  chạy từ đường popping crease bên đội mình đến đường popping crease của đối phương và dùng gậy hoặc bất cứ phần nào trên cơ thể chạm đất phía sau. Vị trí bắt đầu của hai người đánh bóng là hai đầu sân. Cầu thủ đánh bóng có thể từ chối chạy với nguy cơ làm đổ wicket (xem Luật 28). Nỗ lực chạy bất thành được gọi là short run (tạm dịch: chạy ngắn), cố ý short run có thể bị phạt. Có thể nhận được thêm điểm cộng khi đối phương phạm luật, bóng ra biên (xem Luật 19) hoặc bóng chết (xem Luật 20).

Sơ đồ sân cricket. Sân pitch được đánh dấu vàng, người đánh bóng đứng trong phạm vi15 thước Anh (13,7 m) có màu hồ trăn. Phần phía trong sân có màu xanh lục nhạt bao trong đường màu trắng bán kinh 30 thước Anh (27,4 m). Phần phía ngoài sân có màu xanh lục đậm với đường kính 450-500 feet (137-150 m).

Luật 19: Biên (Boundaries). Trọng tài và đội trưởng xác định biên trước trận đấu. Thường thì biên được đánh dấu dọc hết chiều dài sân. Nếu bóng chạm hoặc ra ngoài biên, đội đánh bóng được 4 điểm. Nếu bóng đến biên mà chưa chạm đất, đội đó được 6 run.
Luật 20: Bóng chết (Dead ball). Tình huống bóng chết xảy ra khi cầu thủ ném bóng chạy mà không thể có bất kỳ hành động nào ngăn chặn được. Khi đó, cầu thủ đánh bóng thì không thể ghi điểm cũng như không thể bị loại ra. Có một số nguyên nhân dẫn đến bóng chết, phổ biến nhất là do cầu thủ đánh bóng chạm biên.
Luật 21: Không bóng (No ball). Tuyên bố No ball được trọng tài đưa ra nếu cầu thủ ném bóng từ vị trí bị cấm, nếu duỗi thẳng khuỷu tay khi ném, nếu ném nguy hiểm; nếu sau khi ném, bóng chạm sân hai lần trở lên hoặc lăn dọc theo sân pitch, cũng như các cầu thủ trên ngoài ở vào vị trí cấm. No ball cộng cho bên đánh bóng thêm 1 run. Trong đa số trường hợp, cầu thủ đánh bóng không bị loại khi No ball.
Luật 22: Bóng xa (Wide ball). Trọng tài sẽ tuyên bố Wide nếu cho rằng cầu thủ đánh bóng không thể đánh được do ném bóng không chính xác. Wide ball thường được áp dụng trong tình huống mà bóng ném qua đầu cầu thủ đánh bóng. Trong trường hợp Wide ball, đội đánh bóng được nhận một run nhưng không được tính vào over.
Luật 23: Bye và leg bye. Nếu không ở trong trạng thái No ball và Wide ball, bóng bay qua cầu thủ đánh bóng, thì điểm ghi được tính là bye. Còn trong hợp bóng không chạm vào gậy mà chạm vào người của cầu thủ đánh bóng thì gọi là leg bye. Leg bye không được tính nếu cầu thủ đánh bóng không cố gắng đánh hoặc cố tính né bóng. Điểm bye được tính cho cả đội nhưng không ghi nhận cho cầu thủ đánh bóng.

### Cầu thủ bên ném bóng

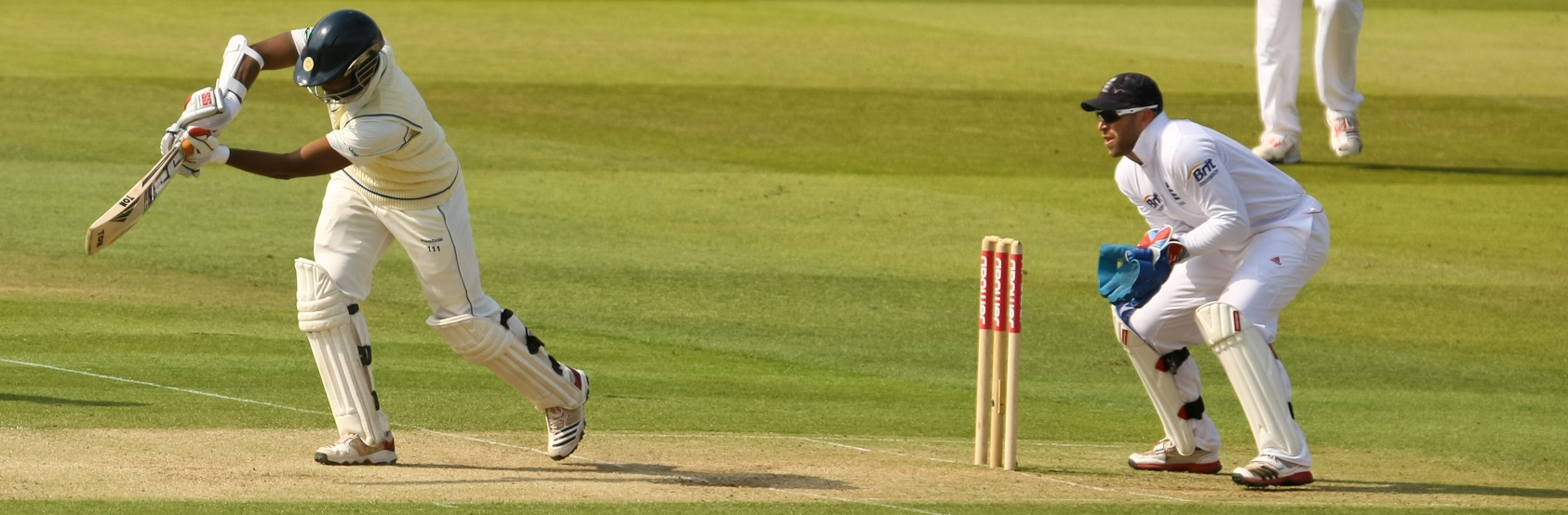
Cầu thủ giữ wicket Matt Prior trong trận đấu

Luật 27: Thủ môn Wicket (The wicket-keeper). Cầu thủ đặc biệt bên ném bóng, đứng phía sau wicket của cầu thủ đánh bóng. Đây là cầu thủ duy nhất trong đội được đeo găng tay và bảo vệ chân.
Luật 28: Cầu thủ nhặt bóng (The fielder). Fielder chỉ bất kỳ cầu thủ nào có mặt trên sân ở bên ném bóng. Mục tiêu của fielder là cản trở cầu thủ đánh bóng của đối phương ghi run và loại hết được 10 cầu thủ đánh bóng của đối phương. Fielder được phép chạm bóng bằng bất kỳ phần nào trên cơ thể mình. Nhưng nếu cố tình dùng các vật dụng khác (như mũ) sẽ khiến bóng chết, và bên đánh bóng được 5 run.

### Loại cầu thủ đánh bóng
Luật 29: Wicket bị đổ (The wicket is down). Nếu bóng ném phá đổ wicket hay do chính cầu thủ đánh bóng làm đổ, cầu thủ đánh bóng sẽ bị loại. Wicket bị coi là bị phá đổ khi có ít nhất một thanh ngang bail rơi xuống.
Luật 30: Cầu thủ đánh bóng loại khỏi vị trí (The batsman is out of his/her ground). Cầu thủ đánh bóng được coi là vẫn trong vị trí nếu bất kỳ phần cơ thể hay gậy vẫn ở phía sau đường popping crease. Hoặc nói cách khác, cầu thủ đánh bóng bị loại khi đối phương phá đổ wicket. Nếu tại thời điểm wicket bị đổ, hai cầu thủ đánh bóng đều ở ngoài vùng đứng thì cầu thủ nào gần wicket hơn sẽ bị loại.

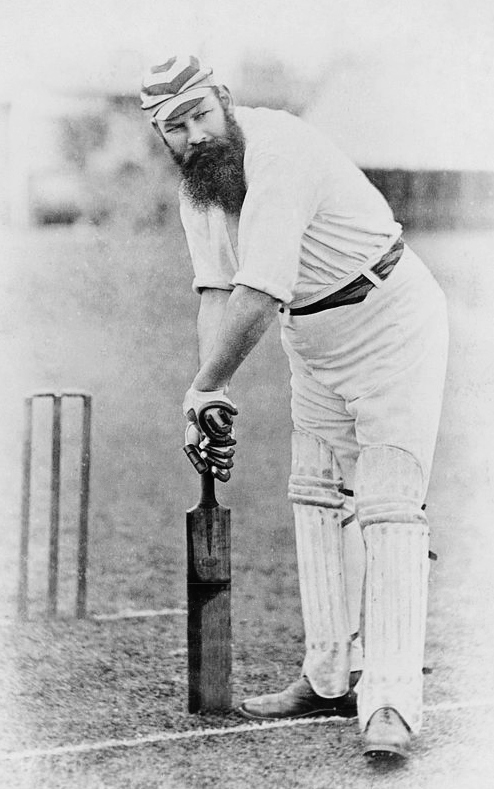
William Gilbert Grace, cầu thủ đánh bóng vĩ đại nhất lịch sử cricket

Luật 31: Kháng nghị (Appeal). Nếu cho rằng cầu thủ đánh bóng đã bị loại khỏi trận đấu, các cầu thủ ngoài sân có thể gọi trọng tài How's That? (Sao rồi?) cho đến trước lượt tiếp theo. Trọng tài xem xét kháng nghị và quyết định liệu cầu thủ đánh bóng có thực sự rời vị trí hay không. Hay nói cách khác, các cầu thủ ngoài sân có nghĩa vụ thông báo cho trọng tài về tất cả trường hợp cầu thủ đánh bóng loại khỏi trận đấu, kể cả khi hoàn toàn rõ ràng. Tất nhiên, trong những trường hợp quá rõ ràng này, cầu thủ đánh bóng thường tự động rời vị trí mà không cần đợi thủ tục chính thức.
Luật 32: Bowled. Bowled xảy ra khi ném bóng phá đổ wicket. Cho đến khi wicket đổ, bóng không được chạm vào bất kỳ trọng tài hay người chơi nào khác ngoài cầu thủ đánh bóng. Bóng được chạm vào gậy, găng hay bất kỳ chỗ nào trên người cầu thủ đánh bóng.
Luật 33: Bắt bóng (Caught). Caught là tình huống cầu thủ bên ném bóng bắt được bóng do cầu thủ đánh bóng đánh bật ra nhưng chưa chạm đất. Cầu thủ bắt bóng phải ở trong sân, nghĩa là không có bộ phận nào của cơ thể chạm đất bên ngoài sân. Trước khi bắt bóng, bóng không được chạm vào bất kỳ vật nào bên ngoài sân thi đấu.
Luật 34: Đánh bóng hai lần (Hit the ball twice). Nếu đánh bóng hai lần không nhằm mục đích bảo vệ wicket cũng như đối thủ chưa đồng ý, cầu thủ đánh bóng sẽ bị loại.
Luật 35: Đánh wicket (Hit wicket). Nếu bóng bắt đầu được ném hợp lệ, cầu thủ đánh bóng chạm đổ hoặc dùng gậy làm đổ wicket thì cầu thủ đó bị loại (out Hit wicket).
Luật 36: Chân chắn bóng (Leg before wicket - lbw). Khi xác định bóng có thể làm đổ wicket nếu không bị đập vào cầu thủ đánh bóng, cầu thủ đánh bóng bị loại theo lỗi lbw. Quyết định trọng tài đưa ra dựa trên một số điều kiện quy định trong luật này.
Luật 37: Cản trở bên ném bóng (Obstructing the field). Cầu thủ đánh bóng sẽ bị loại nếu cố tình dùng lời nói hay hành động can thiệp vào quá trình chơi bóng của đối phương.
Luật 38: Run out. Nếu chạy ra ngoài giới hạn hay wicket bị đối phương làm đổ, cầu thủ đánh bóng bị loại theo Run out. Nguyên tắc này áp dụng ngay cả trong tình huống không bóng no ball.
Luật 39: Stumped. Cầu thủ đánh bóng bị loại (out Stumped) nếu cầu thủ trấn giữ wicket làm đổ wicket trong khi cầu thủ đánh bóng ở ngoài sân và không bị chấn thương. Nguyên tắc này không áp dụng cho tình huống không bóng no ball.
Luật 40: Hết giờ (Timed out). Cầu thủ đánh bóng mới phải vào thay thế người tiền nhiệm trong vòng ba phút sau khi bị loại, nếu không cầu thủ mới này cũng sẽ bị loại với thông báo Timed out. Trong khoảng thời gian ba phút đó, cầu thủ đánh bóng phải sẵn sàng trong vị trí.

### Fair play và các ứng xử trên sân
Luật 41 và 42 đề cập đến những yếu tố chơi không đẹp và giải quyết các hành xử khi thi đấu. Nếu đội ném bóng chơi không đẹp, cầu thủ đánh bóng nhận được 5 điểm. Nếu cầu thủ ngoài sân đánh lạc hướng cầu thủ đánh bóng khi chuẩn bị hoặc trong khi ném bóng, trọng tài sẽ tuyên bố bóng chết dead ball. Nếu lặp lại lỗi này trong cùng một lượt, bên đánh bóng nhận thêm 5 điểm cho mỗi lần đó. Nếu đội trưởng bên ném bóng trì hoãn thời gian, để đồng đội câu giờ, để over diễn ra quá chậm không chính đáng, trọng tài sẽ cảnh cáo đội trưởng (bóng chết nếu cần). Tiếp tục câu giờ sẽ cho đối phương hưởng 5 điểm. Cầu thủ đánh bóng câu giờ cũng bị tương tự, nếu tiếp diễn sẽ cho đội ném bóng 5 điểm. Các cầu thủ ngoài sân phá hoại sân pitch từ lần thứ hai trở đi cũng cho bên đánh bóng 5 điểm mỗi lần. Lần thứ hai và những lần sau đó do một cầu thủ ngoài sân làm hỏng sân sẽ mang lại cho đội đánh bóng 5 điểm. Ngược lại, hình phạt tương tự dành cho cầu thủ đánh bóng cố tình làm hỏng sân. Nếu cầu thủ ném bóng không thể hiện cố gắng làm đổ wicket, bên đánh bóng nhận 5 run.

## Lịch sử
Chắc chắn rằng người Anh đã chơi cricket từ thế kỷ 16. Đồng thời, một số sử gia cho rằng một trong những hình thức cricket sớm nhất là trò chơi "creag" mà vị vua Anh tương lai Edward II tham gia năm 1301. Từ nguyên "cricket" cũng là vấn đề gây tranh cãi. Trong các tài liệu sớm nhất có đề cập đến cricket, môn này được gọi là "creckett". Một giả thuyết cho rằng từ này có thể được vay mượn từ tiếng Hà Lan trung cổ vì giao thương giữa Anh và Vlaanderen rất phát triển trong thời Trung cổ. Trong tiếng Hà Lan trung cổ, krick(-e) có nghĩa là "gậy". Theo một phiên bản khác, từ này xuất phát từ tiếng Anh cổ cricc hoặc cryce, có nghĩa là "nạng" hoặc "gậy". Trong tiếng Pháp cổ, từ criquet có thể mang nghĩa "cái chùy" hoặc "cây gậy". Từ điển Samuel Johnson chỉ ra rằng "cricket" xuất phát từ cryce trong  tiếng Saxon có nghĩa là "cây gậy". Một giả thuyết khác nhắc đến từ krickstoel trong tiếng Hà Lan trung cổ chỉ về chiếc ghế thấp, dài dùng để cầu nguyện. Hình dạng chiếc ghế này có nét tương đồng với wicket trong những ngày đầu của môn cricket. Chuyên gia ngôn ngữ châu Âu Heiner Gillmeister cho rằng từ "cricket" xuất phát từ tiếng Hà Lan trung cổ met de krikketsen (bằng gậy đuổi theo) vốn được dùng cho môn khúc côn cầu thời đó. Gillmeister tin rằng không chỉ cái tên, mà bản thân trò chơi cũng có nguồn gốc Flemish.

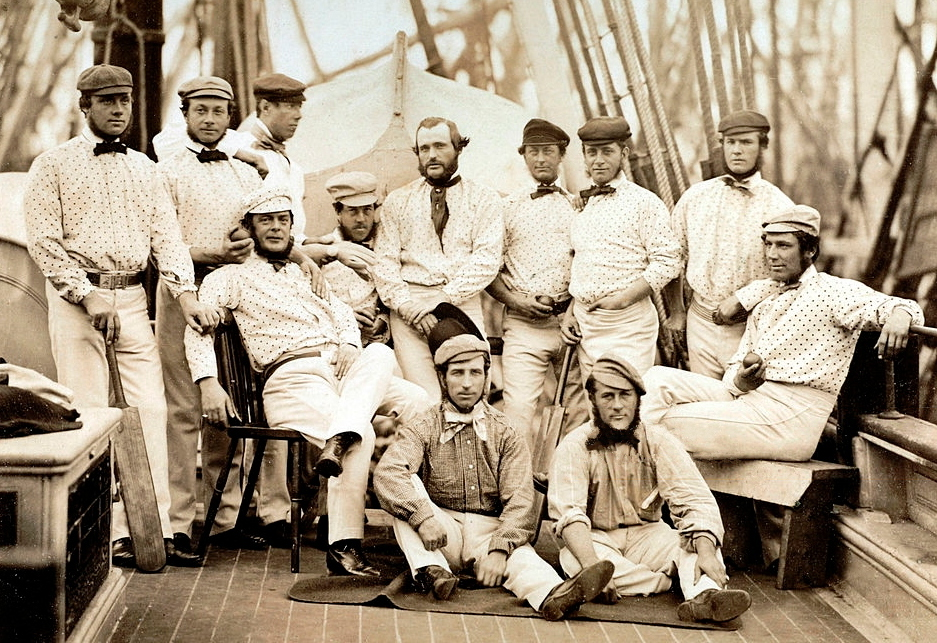
Chuyến du đấu đầu tiên năm 1859 của Đội tuyển cricket Anh lên tàu tại Liverpool

Bằng chứng đầu tiên có đề cập đến trò chơi cricket có từ năm 1598, chép rằng từ giữa thế kỷ, trò chơi "craquette" đã diễn ra trên các mặt sân ở Guildford. Bằng cớ này do nhân viên điều tra 59 tuổi John Derrick trưng ra trước tòa án, ông nói nửa thế kỷ trước đó khi còn là học sinh tại Trường công Guildford, ông và bạn đồng trang lứa đã "chơi cricket và các trò khác". Cricket được cho rằng lúc đầu chỉ là trò chơi con nít, người lớn lần đầu tiên chơi môn này là vào năm 1610. Chẳng bao lâu, cricket bắt đầu được chơi tại các làng ở Anh. Năm 1624, cầu thủ Jasper Winall đã tử vong vì bị bóng đập vào đầu trong trận đấu giữa hai đội vùng Sussex.
Nhiều tài liệu cho thấy cricket phát triển ở vùng đông nam nước Anh vào thế kỷ 17. Cuối thế kỷ 17, các trận cricket đã trở thành những sự kiện có tổ chức. Người hâm mộ tiến hành cá cược, dự đoán kết quả trận đấu. Những vận động viên cricket chuyên nghiệp đầu tiên có thể đã xuất hiện ngay sau khi nhà Stuart được khôi phục vào năm 1660. Lần đầu tiên báo chí đề cập đến một trận đấu cricket là trên tờ Foreign Post số ngày 7 tháng 7 năm 1697, trận đấu diễn ra ở Sussex với 11 cầu thủ mỗi đội.

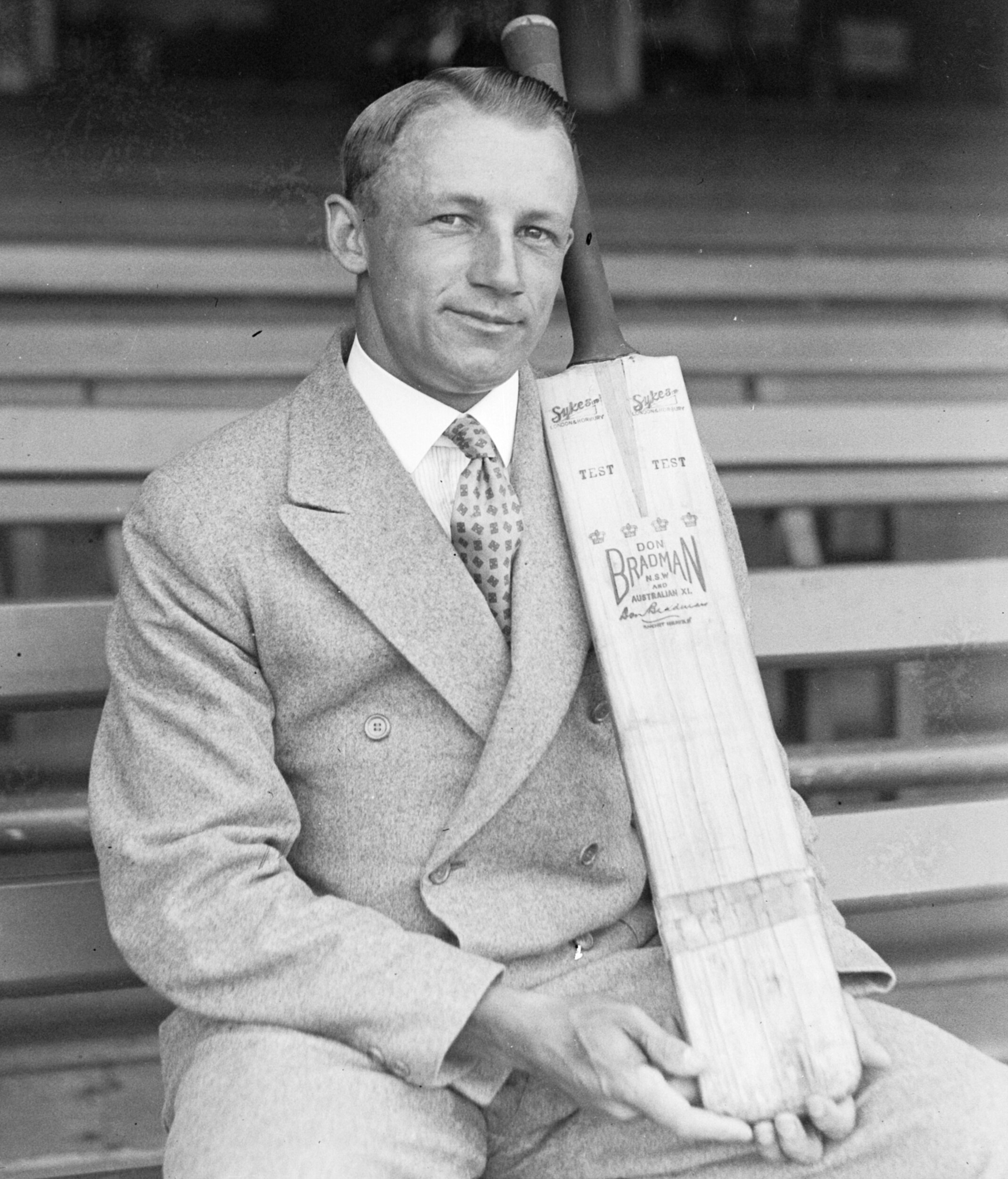
Cầu thủ đánh bóng Úc Don Bradman ghi trung bình ghi 95,14 điểm trong các trận đấu đỉnh cao và 99,94 trong các trận test. Bradman dẫn đầu bảng xếp hạng những cầu thủ đánh bóng mạnh nhất trong lịch sử.

Đến thế kỷ 18, cricket có sự phát triển vượt bậc và trở thành môn thể thao quốc gia ở Anh. Cricket trở nên phổ biến là do sự phát triển của hệ thống cá cược thúc đẩy, từ đó dẫn đến việc thành lập các câu lạc bộ chuyên nghiệp chính thức được những quý ông giàu có bảo trợ. Đầu thế kỷ 18, trò chơi này rất phổ biến ở Luân Đôn, các trận đấu trên sân Artillery Ground thu hút đông khán giả đến xem. Biến thể cricket với wicket đơn trở nên rất phổ biến. Vai trò cầu thủ ném bóng giống như ngày nay được hình thành khoảng năm 1760, khi trong hầu hết các trường hợp, giao bóng nảy lên từ mặt sân thay vì lăn bóng trên sân. Cách chơi mới này dẫn đến thay đổi hình dạng gậy đánh bóng. Gậy thẳng giúp đánh bóng trở lại theo quỹ đạo phức tạp hơn trước đó vốn có hình dạng gậy khúc côn cầu. Thập niên 1750, câu lạc bộ Hembledon được thành lập và là tổ chức dẫn dắt trong thế giới cricket trong 20 năm. Năm 1787, khai trương câu lạc bộ Marylebone và sân Dorset Fields, nhanh chóng trở thành trung tâm môn cricket. Marylebone là nơi quản lý luật chơi và đã xuất bản một bộ luật mới vào cuối thế kỷ.
Nửa đầu thế kỷ 19, cách ném bóng truyền thống underarm bowling (dưới tay), khi tay cầu thủ ném bóng hạ xuống dưới eo, đã được thay thế bằng roundarm bowling (vòng tay).
Năm 1839, câu lạc bộ cricket hạt Sussex được thành lập, đặt nền móng cho thi đấu tranh tài cấp hạt. Năm 1890, Giải vô địch cricket Hạt (County Championship) bắt đầu được khởi tranh. Cùng lúc ấy, đế chế mở rộng giúp phổ biến cricket tới Ấn Độ, Bắc Mỹ, Caribe, Nam Phi và Australasia. Năm 1844, diễn ra trận đấu quốc tế giữa đội tuyển quốc gia Hoa Kỳ và Canada. Tuy nhiên, chưa đội nào đủ tư cách nên trận này không được coi là test cricket đầu tiên.

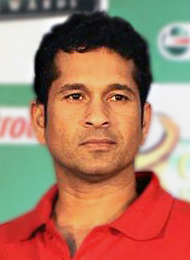
Vận động viên Ấn Độ Sachin Tendulkar được mệnh danh là cầu thủ đánh bóng hay thứ nhì lịch sử theo Wisden Cricketers' Almanack

Năm 1859, Đội tuyển cricket Anh bắt đầu chuyến lưu diễn quốc tế đầu tiên tới Bắc Mỹ. Đội tuyển cricket quốc gia Úc lần đầu tiên thi đấu ở nước ngoài gồm các cầu thủ thổ dân châu Úc. Năm 1868, đội Úc thi đấu với các đội ở hạt Anh. Đội Anh đến Úc lần đầu tiên vào năm 1861. Mùa giải 1876-77, hai đội đã chơi trận test cricket đầu tiên trên thế giới tại sân Melbourne Cricket Ground.
Một trong những vận động viên cricket nổi tiếng nhất là William Gilbert Grace thi đấu từ năm 1865 đến năm 1908. Theo một số chuyên gia, Grace là một trong những nhà cách mạng của trò chơi. Trong suốt sự nghiệp thi đấu, Grace đã ghi được 54.896 run, 126 lần ghi một trăm điểm và 2.876 lần đánh đổ wicket. Năm 1882, Anh và Úc bắt đầu thi đấu loạt giải thường niên The Ashes (tro bụi), là một trong những giải đấu cricket nổi tiếng nhất cho đến ngày nay. Đội test thứ ba là Nam Phi tranh tài với Anh vào mùa giải 1888-89. Cuối thế kỷ 19, đầu thế kỷ 20 được coi là thời hoàng kim của cricket.
Giai đoạn giữa hai cuộc chiến tranh đánh dấu bằng sự thống trị tuyệt đối của cầu thủ đánh bóng xuất sắc nhất mọi thời đại người Úc Don Bradman. Trung bình mỗi trận, Bradman ghi 95,14 điểm, còn ở các trận test lên tới 99,94. Trong nửa đầu thế kỷ 20, các đội Tây Ấn, Ấn Độ và New Zealand đã tham dự các trận đấu test. Sau Thế chiến thứ hai, Pakistan, Sri Lanka và Bangladesh tham gia thi đấu cấp cao. Từ năm 1970 đến 1992, Nam Phi không được tham gia thi đấu đỉnh cao bởi chính sách phân biệt chủng tộc.
Năm 1963, cricket bước vào kỷ nguyên mới. Các đội ở cấp hạt tại Anh bắt đầu áp dụng hệ thống giới hạn số over để các trận đấu diễn ra trong ngày. Thời gian một trận giảm giúp thực hiện được nhiều trận đấu hơn. Trận thi đấu quốc tế đầu tiên áp dụng giới hạn số over diễn ra vào năm 1971. Hội đồng Cricket quốc tế ICC đánh giá cao thể thức mới và khởi xướng Giải vô địch cricket thế giới một ngày, tổ chức lần đầu năm 1975. Sang thế kỷ 21, hệ thống giới hạn over mới Twenty20 ra đời và nhanh chóng trở nên phổ biến.

## Thể thức thi đấu
Có hai thể thức chính được chấp nhận rộng rãi: cricket hạng nhất (first-class cricket) giới hạn thời gian trận đấu để mỗi đội có hai lượt đánh bóng, cricket giới hạn over (limited-overs cricket) giới hạn số over và mỗi bên có một lượt đánh bóng. Các trận hạng nhất diễn ra trong ba hoặc năm ngày, trước đây cũng ghi nhận có trận "kết thúc mở". Những trận cricket trong ngày (one day cricket) thường diễn ra khoảng 6 tiếng. Các trận giới hạn over (thường là 20 hoặc 50 over) có thể phải chơi hơn một ngày. Hoặc các trận đấu giới hạn over sẽ chơi hơn 6 tiếng trong ngày. Ngoài bộ môn truyền thống còn có cricket trong nhà và cricket trong vườn.
Wicket đơn (single cricket) là một trong những thể thức thành công nhất lịch sử cricket. Phổ biến vào thế kỷ 18-19, thể thức này cho phép một đến sáu vận động viên mỗi đội, nhưng chỉ có duy nhất một cầu thủ đánh bóng trong trong toàn bộ các lượt đấu.

### Test cricket

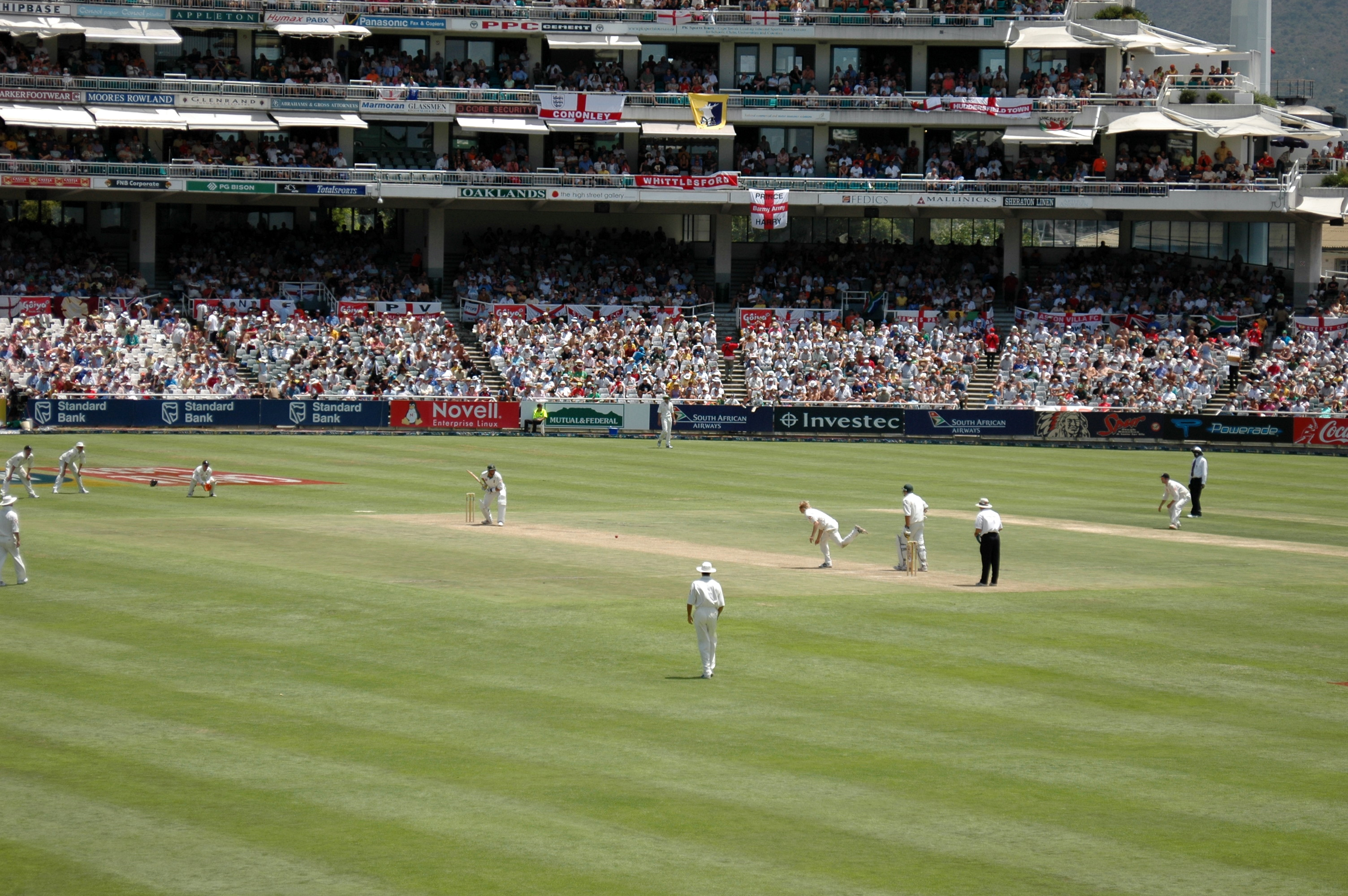
Trận test giữa đội tuyển quốc gia Nam Phi và Anh tháng 1 năm 2005. Các trận test và thi đấu giữa các câu lạc bộ yêu cầu mặc áo trắng và dùng bóng đỏ.

Test cricket là hình thức cao nhất của cricket hạng nhất, chỉ có thành viên chính thức ICC mới được tham gia. Lịch sử test cricket khởi đầu từ hai trận đấu giữa đội tuyển quốc gia Úc và Anh vào mùa giải 1876—77. Sau đó có thêm 8 đội nữa giành được cơ hội tham gia các trận test: Nam Phi (1889), Tây Ấn (1928), New Zealand (1929), Ấn Độ (1932), Pakistan (1952), Sri Lanka (1982), Zimbabwe (1992), Bangladesh (2000). Trong những năm 2006-2011, Zimbabwe không tham gia trận test. Năm 1961, Nam Phi rời khỏi ICC và không tham gia test cricket cho đến hơn 30 năm sau mới quay lại. Các cầu thủ xứ Wales có truyền thống chơi cho đội tuyển quốc gia Anh. Đội Tây Ấn là tập hợp các vận động viên đến từ một số quốc gia Trung và Nam Mỹ, bao gồm Barbados, Guyana, Jamaica, Trinidad và Tobago. Một số cầu thủ đại diện cho Quần đảo Windward và Leeward.
Trận test thường nằm trong loạt ba đến năm trận giữa hai đội. Vượt quá thời gian quy định sẽ dẫn đến kết quả hòa. Do đó, các đội đang thua điểm thường chọn chiến thuật phòng thủ kéo dài thời gian hơn và tránh được thất bại.
Giải đặc biệt có thể được trao cho đội thắng một loạt các trận test. Từ năm 1882, tranh cúp The Ashes chiếm đa số trong các trận test giữa Anh và Úc. Ngoài ra, Úc còn tranh Cúp Frank Worrell với Tây Ấn và Cúp Border–Gavaskar với Ấn Độ. Cúp Wisden được trao cho đội thắng trong chạm trán Anh với Tây Ấn, nhưng từ năm 2020 đổi tên thành Cúp Richards-Botham.

### Cricket giới hạnover

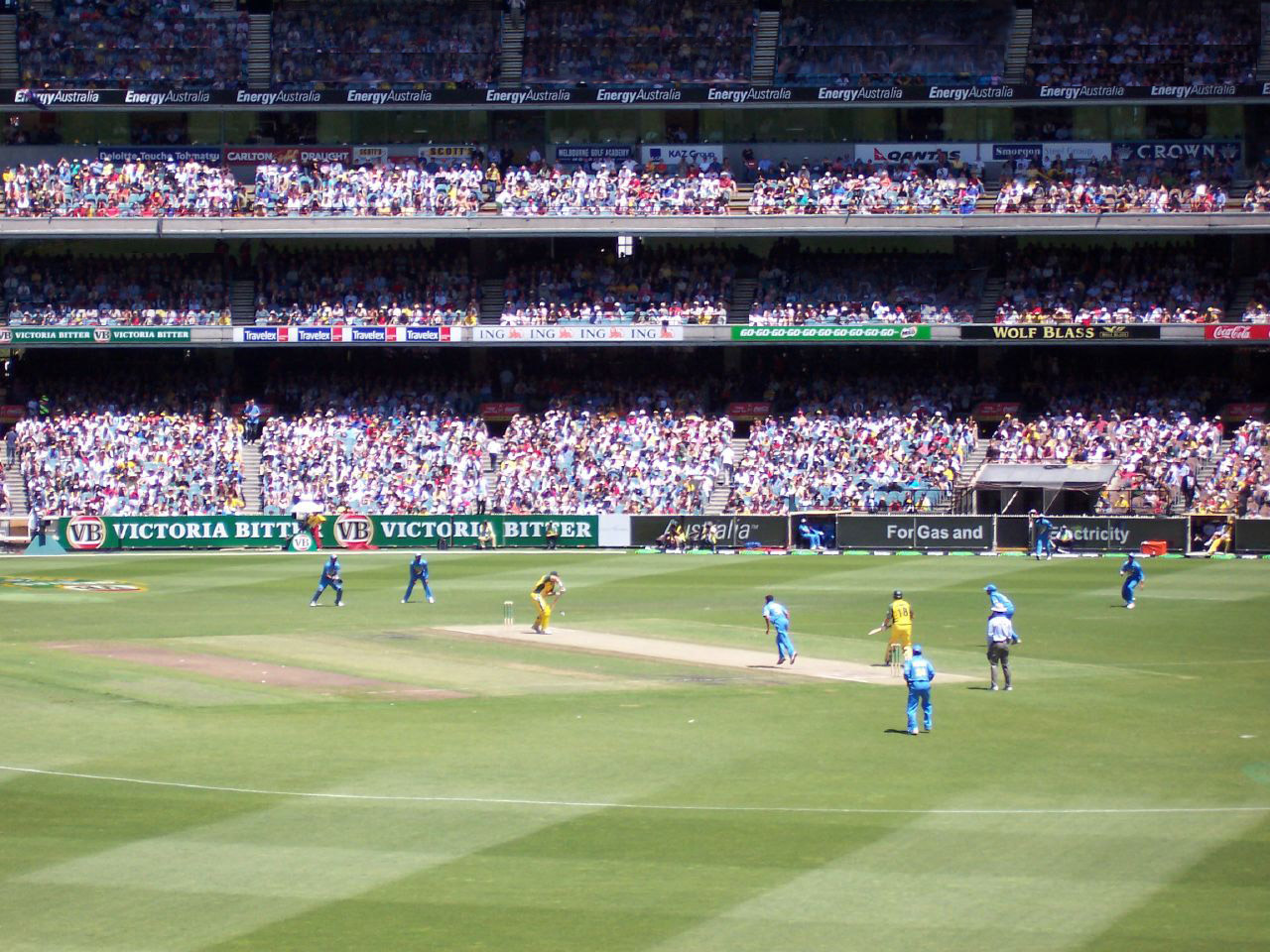
Trận đấu quốc tế một ngày giữa Ấn Độ và Úc vào tháng 1 năm 2004. Trong trận đấu giới hạn over, hai đội mặc màu áo khác nhau và dùng bóng trắng.

Hình thức giới hạn over được giới thiệu ở Anh mùa giải năm 1963. Thể thức này lần đầu tiên được sử dụng trong giải đấu được tổ chức giữa những đội mạnh nhất thuộc các hạt nước Anh. Thử nghiệm thành công và hình thức tương tự được áp dụng vào giải vô địch quốc gia năm 1969. Theo thời gian, thể thức bắt đầu được áp dụng tại các quốc gia khác. Năm 1971 diễn ra trận đấu quốc tế giới hạn over đầu tiên. Năm 1975, Giải vô địch cricket thế giới tổ chức theo định dạng này. Hình thức mới dần được bổ sung thêm các đặc điểm khác: trang phục thi đấu hai đội khác nhau, dùng bóng màu trắng và sân vận động được chiếu sáng nhân tạo.
Một hình thức giới hạn over chính là ODI (One Day International - Trận đấu quốc tế một ngày). Do ODI không có hòa nên dễ xác định đội thắng hơn, tuy việc này có thể không được quyết định ngay lập tức mà cần họp bàn sau đó hay khi điểm run bằng nhau. Trong trận ODI, mỗi đội chỉ đánh bóng trong một lượt với số over giới hạn (thường là 50).
Năm 2003, tại Anh xuất hiện một hình thức tương đối mới là Twenty20. Luật chơi Twenty20 quy định một trận đấu chơi trong ba giờ hoặc không quá lâu hơn. Định dạng này vốn ban đầu được thiết kế nhằm giúp người hâm mộ đến xem thi đấu vào ít giờ thư giãn. Nhờ thành công về mặt thương mại nên Twenty20 sớm được áp dụng tại các quốc gia khác. Giải vô địch thế giới Cricket Twenty20 đầu tiên được tổ chức năm 2007, Ấn Độ giành chức vô địch. Giải vô địch thế giới đã góp phần tạo ra các giải vô địch quốc gia theo thể thức này. Một trong những giải đấu Twenty20 thành công nhất là ở Ấn Độ, các câu lạc bộ ký hợp đồng với những vận động viên mạnh nhất từ các quốc gia khác. Năm 2009, các câu lạc bộ mạnh nhất của Úc, Anh, Tây Ấn, Ấn Độ, New Zealand, Pakistan, Sri Lanka và Nam Phi tham gia Champions League (Twenty20) thường niên nhưng do ít khán giả và không thu hút được truyền thông, giải dừng lại ở năm 2014.

### Giải vô địch quốc gia
Khi nói đến cricket hạng nhất còn có thể hiểu là những trận đấu giữa các đội mạnh nhất ở giải vô địch quốc gia tại một số nước. Giải hạng nhất đầu tiên chính là Giải vô địch Hạt County Championship ở Anh, năm 2021 có 24 đội tham gia chia làm 4 bảng. Năm 1890, chính thức trao danh hiệu vô địch Anh nhưng trước đó đã nhắc đến các đội vô địch rồi. Năm 1892 khởi tranh giải vô địch quốc gia Úc Sheffield Shield. Các giải khác có lịch sử khá lâu đời như Ranji Trophy của Ấn Độ, Plunket Shield của New Zealand, Currie Cup của Nam Phi và Shell Shield của Caribbe.
Giải vô địch quốc gia đầu tiên tổ chức theo hình thức giới hạn over là Gillette Cup ở Anh năm 1963. Các giải vô địch quốc gia dần tổ chức theo Twenty20.

## Thế giới cricket

Trạng thái thành viên ICC năm 2017:
Thành viên chính thức
Thành viên liên kết được chơi ODI
Thành viên liên kết
Thành viên cũ hoặc tạm ngưng
Không phải thành viên

Hội đồng Cricket quốc tế (International Cricket Council) chịu trách nhiệm về quy định toàn cầu của môn cricket và tổ chức các giải thi đấu quốc tế lớn nhất bao gồm cả Giải vô địch cricket thế giới. Trụ sở chính đặt tại Dubai. Hội đồng chỉ định trọng tài cho tất cả các trận đấu test, ODI và Twenty20. Hội đồng thành lập năm 1909 với sáng lập viên là Anh, Úc và Nam Phi. ICC ban đầu có tên là Hội nghị Cricket Đế quốc (Imperial Cricket Conference), năm 1965 đổi "đế quốc" thành "quốc tế" (International Cricket Conference) cho đến năm 1989 thì mang tên như hiện tại.
ICC hiện có 106 thành viên: 12 thành viên chính thức, 94 thành viên liên kết. Thường thì mỗi thành viên là liên đoàn quốc gia quyết định về giải đấu nội địa, thành lập đội tuyển quốc gia và tổ chức du đấu. Trong số này có hai thành viên là Anh và Tây Ấn không đại diện cho một quốc gia riêng biệt. Đội tuyển Anh đại diện cho Hội đồng Cricket Anh và xứ Wales, còn Tây Ấn đại diện cho 4 liên đoàn quốc gia và 2 liên đoàn khu vực.
Các thành viên họp lại trong những liên đoàn khu vực là: Châu Á, Châu Âu, Châu Phi, Châu Mỹ và Đông Á-Thái Bình Dương.

### Thành viên chính thức
Vì các thành viên chính thức của ICC được thi đấu các trận test, nên cũng nghiễm nhiên đủ điều kiện tham gia ODI và Twenty20.
| Quốc gia (khu vực) | Liên đoàn quốc gia                        | Ngày gia nhập       | Điểm trung bình Test | Điểm trung bình ODI | Điểm trung bình Twenty20 |
| ------------------ | ----------------------------------------- | ------------------- | -------------------- | ------------------- | ------------------------ |
|                    | Cricket Australia                         | 15 tháng 7 năm 1909 | 108                  | 116                 | 240                      |
|                    | Afghanistan Cricket Board                 | 22 tháng 6 năm 2017 |                      | 62                  | 236                      |
|                    | England and Wales Cricket Board           | 15 tháng 7 năm 1909 | 107                  | 119                 | 278                      |
|                    | Bangladesh Cricket Board                  | 26 tháng 6 năm 2000 | 49                   | 91                  | 241                      |
|                    | West Indies Cricket                       | 31 tháng 5 năm 1926 | 80                   | 84                  | 234                      |
|                    | Zimbabwe Cricket                          | 6 tháng 7 năm 1992  | 31                   | 38                  | 192                      |
|                    | The Board of Control for Cricket in India | 31 tháng 5 năm 1926 | 119                  | 113                 | 266                      |
|                    | Cricket Ireland                           | 22 tháng 6 năm 2017 |                      | 46                  | 190                      |
|                    | New Zealand Cricket                       | 31 tháng 5 năm 1926 | 126                  | 121                 | 257                      |
|                    | Pakistan Cricket Board                    | 28 tháng 7 năm 1953 | 92                   | 93                  | 261                      |
|                    | Sri Lanka Cricket                         | 21 tháng 7 năm 1981 | 78                   | 83                  | 229                      |
|                    | Cricket South Africa                      | 15 tháng 7 năm 1909 | 88                   | 98                  | 250                      |

## Cricket nữ

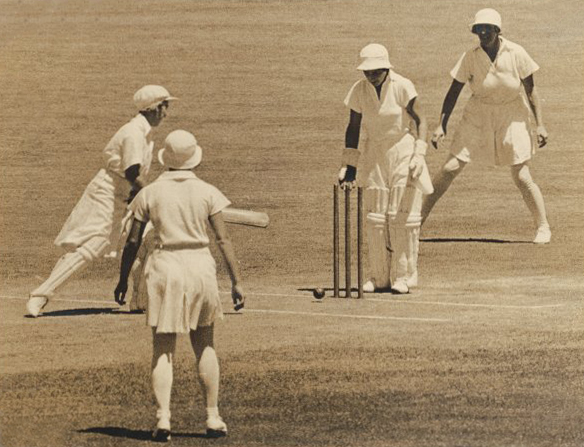
Trận test giữa hai đội nữ Úc và Anh tại Sydney năm 1935

Trận đấu cricket nữ được ghi nhận lần tiên trên tờ The Reading Mercury ngày 26 tháng 7 năm 1745, diễn ra "giữa mười một cô gái từ Bramley và mười một cô gái từ Hambledon, mặc đồ trắng" Có ý kiến cho rằng câu lạc bộ cricket nữ đầu tiên là White Heather thành lập tại Yorkshire năm 1887 nhưng phát hiện gần đây cho thấy có thể là Farnham Female Cricket Club thành lập năm 1864. Năm 1890, Original English Lady Cricketers thực hiện du đấu tại các thành phố ở Anh.
Tháng 2 năm 1958, Hội đồng Cricket nữ quốc tế (International Women's Cricket Council - IWCC) được thành lập trên cơ sở tiếp quản trách nhiệm quốc tế của Hiệp hội cricket nữ (Women's Cricket Association - WCA) của Anh. Năm 2005, IWCC sáp nhập vào ICC.
Trận test đầu tiên giữa các đội tuyển quốc gia nữ diễn ra vào năm 1934, Anh thắng Úc. Năm sau, đội nữ New Zealand được tư cách tham gia test. Sau đó, số đội nữ tham gia test tăng lên mười. Năm 1973, Giải vô địch cricket thế giới nữ bắt đầu theo luật ODI. Đương kim vô địch 2017 hiện là đội tuyển Anh với tổng cộng 4 lần giành ngôi vị cao nhất, nhiều nhất là đội tuyển Úc với 6 chức vô địch, 1 lần còn lại thuộc về New Zealand khi là đội chủ nhà năm 2000. Hình thức Twenty20 được sử dụng từ năm 2004. Năm 2009 diễn ra Giải vô địch cricket thế giới Twenty20 nữ đầu tiên.